# A Saucerful of Secrets (nummer)
A Saucerful of Secrets is een nummer van Pink Floyd. Het is afkomstig van hun tweede album A Saucerful of Secrets.
Het nummer staat bekend als groepscompositie, alle vier de leden van de band componeerden mee. Alhoewel het op het album origineel als één nummer werd vermeld zijn er vier delen, die achter elkaar doorgespeeld worden. Zang kent het nummer niet, wel zijn er tekstloze stemmen te horen. De delen luiden:  
1. "Something Else" (0:00-3:57, langzame mix van buisklokken fade-in en een echoënd orgel)
2. "Syncopated Pandemonium" (3:57-7:04, tape met een drumloop, bekkens, gitaar)
3. "Storm Signal" (7:04-8:38, buisklokken en orgel)
4. "Celestial Voices" (8:38-11:52, basgitaar, orgel, mellotron en een koor).

De vier delen laten verregaande experimentele rockmuziek horen. Soms zijn er ambientkarakteristieken te horen, dan wel lange psychedelische fragmenten. De muziek begint meer in de trant van de experimentele muziek die Tangerine Dream toen maakte. Naar het eind toe krijgt het nummer steeds meer structuur en begint dan ook steeds meer te lijken op de muziek die Pink Floyd later zou maken. In het nummer is Wright te horen op de mellotron, een muziekinstrument waar Wright nooit dol op is geweest (het liet het nogal eens afweten). 
Roger Waters noemde eens in een interview in Rolling Stone dat het nummer handelt over een luchtstrijd en wat er daarna gebeurde. Het eerste deel "Something Else" representeert de voorbereidingen, "Syncopated Pandemonium" de werkelijke strijd. "Storm Signal" vertelt het verhaal van de doden en in "Celestial Voices" gaat het over het rouwproces. Dit allemaal zonder woorden, maar je hoort de vliegtuigen snerpend overvliegen gevolgd door het onvermijdelijke afweergeschut. Het slot is een waardig requiem.
A Saucerful werd voor het eerst gespeeld als The Massed Gadgets of Hercules tijdens opnamen voor de BBC in 1968.  Daarna heeft het op het repertoire gestaan van de band totdat hun echte succesperiode aanbrak. Het nummer paste gezien het experimentele karakter toen steeds minder in hun andere songs. In die hoedanigheid (live) komt het voor op de albums Ummagumma en Live at Pompeii, de tijdsduur week daarbij weinig af van het origineel. Tijdens concerten zou het nummer nog weleens willen uitlopen tot 18 minuten. Dat was mogelijk omdat (voornamelijk het begin) maat-, ritme- en tempoloos is.
Het was de eerste poging van Gilmour om te componeren. Hij paste het door de anderen vooropgezette schema steeds meer aan, totdat het totaalnummer gereed was. Zijn naam kwam als "Gilmore" op de hoes, hetgeen pas veel later hersteld werd.
Musici:
- Roger Waters – basgitaar
- David Gilmour – gitaar, tekstloze zang
- Richard Wright – toetsinstrumenten waaronder mellotron en tekstloze zang
- Nick Mason – slagwerk en percussie